# 耿馬タイ族ワ族自治県
耿馬タイ族ワ族自治県（こうまタイぞくワぞくじちけん）は中華人民共和国雲南省臨滄市に位置する自治県。

## 歴史
- 2011年12月20日 重点国境経済協力区域「耿馬（孟定）国境経済協力区域」の重点プロジェクト着工。
  - 清水河港
  - 昆孟道路の清水河にかかる道路と橋 (ミャンマーと雲南省を結ぶ)
  - 孟定空港

## 行政区画
鎮:耿馬鎮、勐永鎮、勐撒鎮、孟定鎮
郷:大興郷、四排山郷、賀派郷、勐簡郷

民族郷:芒洪ラフ族プーラン族郷